# Sistemes d'equacions amb paràmetre

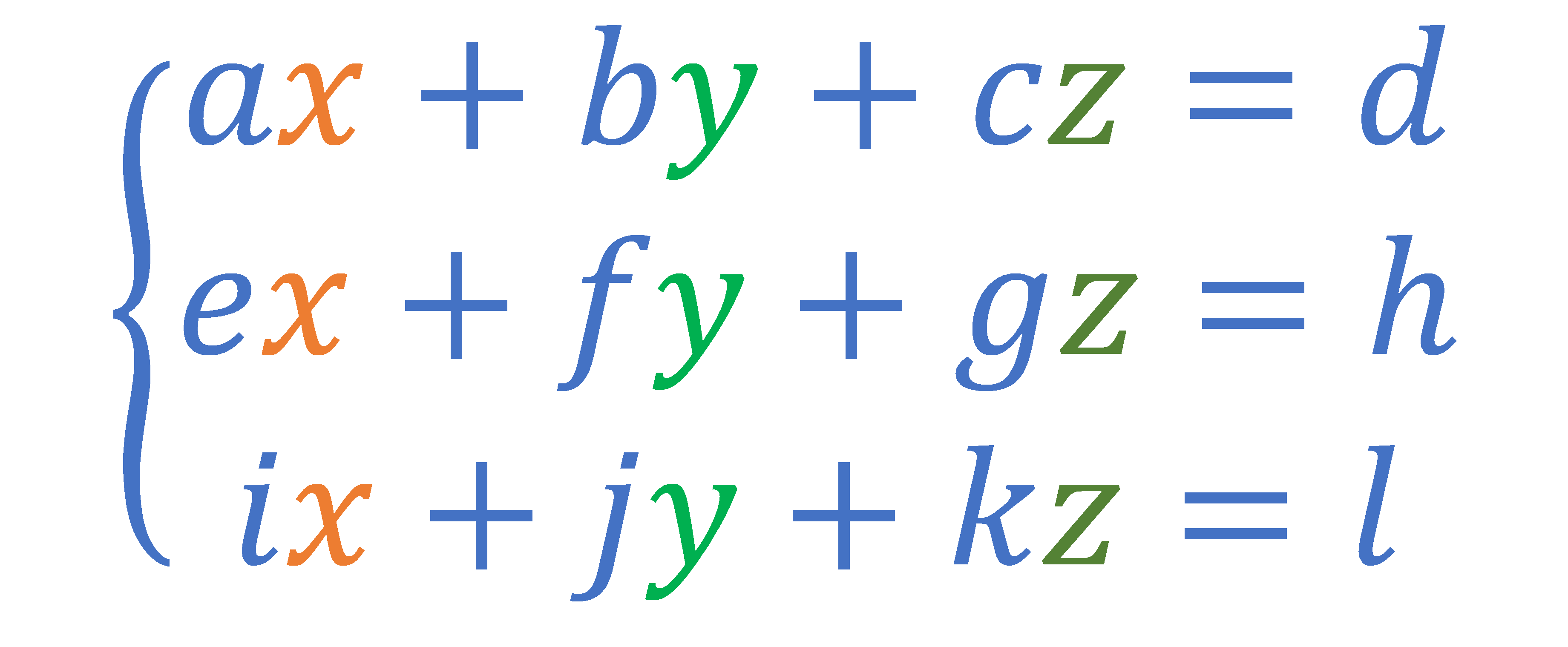
Un sistema d'equacions 3x3

La resolució dels sistemes d'equacions amb paràmetre és una discussió matemàtica que consisteix a explicar les solucions del sistema d'equacions segons el valor del paràmetre.

## Notació
La notació requerida és saber convertir un sistema dʻequacions amb paràmetre en una matriu de coeficients o matriu de coeficients ampliada. Sigui el sistema d'equacions el següent:
Com podeu veure a la imatge, d'un sistema d'equacions es pot treure la matriu de coeficients i la matriu de coeficients ampliada. La matriu de coeficients es pot anomenar C, i la matriu de coeficients ampliada es pot anomenar A. També, se'ls anomena A i A', A i MA, A i B, A i a... Ambdues matrius ens serviran per poder analitzar el sistema d'equacions i classificar-lo i resoldre'l segons sigui possible. Ni la matriu de coeficients ni la matriu de coeficients ampliada inclou les varibles. Però si hi hagués un paràmetre, llavors sí que aniria dins de la matriu, sigui quina sigui de totes dues.
En alguns casos, també es treu la matriu de termes independents, I, però això només ens serveix per treure les solucions del sistema d'equacions fent servir un dels tres mètodes que s'expliquen a posteriori.

## Mètodes de resolució
Tot seguit, s'explica tres mètodes de resolució de sistemes d'equacions. Tingueu en compte que no sempre serà possible utilitzar un d'aquests mètodes, si bé perquè amb aquest paràmetre el sistema no té solució. Aquests mètodes només són útils per a aquelles matrius A tals que |A|≠0.

### Mètode de la inversa
Tornant a l'expressió d'un sistema com una equació matricial, aquesta la podem transformar de la manera següent:
{\displaystyle {\begin{aligned}A\cdot X&=B\\A^{-1}\cdot A\cdot X&=A^{-1}\cdot B\\IX&=A^{-1}\cdot B\\X&=A^{-1}\cdot B\\\end{aligned}}}B és la matriu de coeficients ampliada. On X és una matriu de 1x3 amb les solucions x, y, z.

### Mètode de Gauss
El mètode de Gauss es basa en la triangulació de matrius, per treure en ordre primer z, després i usant z, i després x usant x é y.
Sigui la matriu ja triangulada la següent :
{\displaystyle \left({\begin{array}{ccc|c}1&-1&1&1\\0&3&-3&1\\0&0&1&-{\frac {1}{3}}\end{array}}\right)}
Tornem a escriure l'equació:
{\displaystyle {\begin{cases}x-y+z=1\\3y-3z=1\\z=-{\frac {1}{3}}\end{cases}}}

### Mètode de Cramer
El mètode de Cramer es resol de la manera següent. El primer és calcular el determinant de A (òbviament diferent de zero).
El mètode es basa en agafar I, la matriu dels termes independents, i substituir la fila de la x, y, z... de la variable el valor de la qual volem obtenir, per obtenir una matriu diferent, que, en dividir entre |A| ens queda el valor de x, y, z... segons la matriu del denominador.

## Tipus de sistemes
- Sistemes compatibles. Són aquells que tenen solució. Podem trobar també dos casos:
  - Sistemes compatibles determinats. Tenen una única solució (això és, un únic conjunt de valors, x, y, z... que satisfà totes les igualtats).
  - Sistemes compatibles indeterminats. Tenen infinites solucions.
- Sistemes incompatibles. No tenen solució.

## Discussió
Aquests són els passos que cal seguir (i només aquests):
1. Aplicarem el teorema de Rouché-Frobënius per mirar el tipus de solucions que té el sistema.
2. Si el sistema és incompatible (Rang A ≠ Rang A') ja hem acabat.
3. Si el sistema és compatible determinat (Rang A = Rang A' = nombre d'incògnites) utilitzarem qualsevol dels 3 mètodes, tot i que el mètode de Cramer sovint és el més ràpid.
4. Si el sistema és compatible indeterminat (Rang A = Rang A' < nombre d'incògnites) sortirà una solució amb paràmetres. En aquest cas el mètode més pràctic és el de Gauss tot i que també es podria arribar a resoldre per Cramer (el mètode de la inversa no perquè el determinant de la matriu és zero).

Si és el sistema incompatible, el sistema d'equacions no té solució, i si és compatible determinat, el sistema té una solució x, y, z... Cal recordar que el rang és el determinant més gran diferent de zero dins d'una matriu. Si el sistema és homogeni, significa que la seva matriu I és una fila de zeros, és a dir, els termes independents són nuls, i la seva solució trivial és x=y=z=0.
Si el sistema és heterogeni compatible indeterminat, significa que hi pot haver dues files iguals. En aquest cas, es recomana triangular usant el mètode de Gauss per poder arribar a veure que z és un paràmetre, i que tant y com x depenen de z.